# Sophia Lillis
Sophia Lillis (New York, 2002. február 13.–) amerikai színésznő. Beverly Marsh szerepéről ismert az Az (2017) és az Az – Második fejezet (2019) című horrorfilmekből, valamint egy telekinetikus képességekkel rendelkező tinédzsert alakított a Netflix Ez így nem oké (2020) című drámasorozatában. Szerepelt az HBO-s pszicho-thriller minisorozatában, az Éles tárgyak (Sharp Objects, 2018) című filmben is, amelyben Amy Adams karakterének fiatalabb változatát alakította (visszaemlékezés).

## Pályafutása

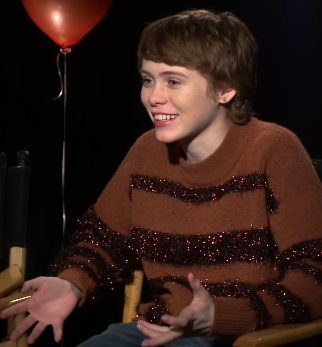
Lillis 2018-ban

Lillis a 2016-os 37 című filmben debütált. Korábban kisebb szerepet játszott Julie Taymor színpadi rendezésében, a William Shakespeare Szentivánéji álom című művében, amelyet szintén élőben forgattak.
2017-ben vált ismertté, miután társszerepet játszott az egyik főszereplő, Beverly Marsh szerepében az Az című horrorfilmben, amely Stephen King azonos című regényének adaptációja. Az Andy Muschietti által rendezett Az főszereplői Jaeden Martell, Finn Wolfhard, Wyatt Oleff, Bill Skarsgård, Jack Dylan Grazer, Jeremy Ray Taylor és Chosen Jacobs voltak. Még abban az évben Kristen Bell és Dax Shepard egyik gyermekét alakította Sia a "Santa's Coming for Us" című klipjében.
2018-ban Lillis szerepelt az HBO televíziós minisorozatában, az Éles tárgyak című sorozatban, amelyben az Amy Adams által felnőttként alakított Camille Preaker fiatalabb változatát játszotta. 2019-ben Lillis a tinédzserdetektív Nancy Drew szerepét alakította a Warner Bros. filmadaptációjában, a Nancy Drew és a rejtett lépcsőház-ban. Bár a film vegyes vagy pozitív kritikákat kapott, Lillis alakítását dicséretben részesítették. Később, 2019-ben újra eljátszotta Beverly Marsh szerepét az Az – Második fejezetben.
Lillis Naomi Watts mellett fog szerepelni Claire McCarthy The Burning Season című filmjében. Szerepelni fog a Before I Sleep című filmben is. 2021 márciusában bejelentették, hogy Lillis a Dungeons & Dragons filmadaptációjában fog szerepelni.

## Filmográfia

### Film
| Év   | Cím                                | Eredeti cím                             | Szerep                 | Magyar hang    | Megjegyzés                         |
| ---- | ---------------------------------- | --------------------------------------- | ---------------------- | -------------- | ---------------------------------- |
| 2014 |                                    | A Midsummer Night's Dream               | Rude Elemental         |                | Színpadi produkció élőben filmezve |
| 2016 |                                    | 37                                      | Debbie Bernstein       |                |                                    |
| 2017 | Az                                 | It                                      | Beverly Marsh          | Boldog Emese   |                                    |
| 2019 | Nancy Drew és a rejtett lépcsőház  | Nancy Drew and the Hidden Staircase     | Nancy Drew             |                |                                    |
| 2019 | Az – Második fejezet               | It Chapter Two                          | Beverly Marsh fiatalon | Boldog Emese   |                                    |
| 2020 | Frank bácsi                        | Uncle Frank                             | Beth Bledsoe           |                |                                    |
| 2020 | Juliska és Jancsi                  | Gretel & Hansel                         | Juliska                | Ruszkai Szonja |                                    |
| 2023 | Dungeons & Dragons: Betyárbecsület | Dungeons & Dragons: Honor Among Thieves | Doric                  | Staub Viktória |                                    |

### Rövidfilmek
| Év   | Cím                | Szerep | Megjegyzés |
| ---- | ------------------ | ------ | ---------- |
| 2013 | The Lipstick Stain | Addie  |            |
| 2016 | The Garden         | Luc    |            |
| 2017 | Tiny Mammals       | Sophia |            |

### Televízió
| Év   | Cím                                  | Szerep                   | Megjegyzés          |
| ---- | ------------------------------------ | ------------------------ | ------------------- |
| 2012 | The Real Housewives of New York City | Önmaga                   | [ 20 ]              |
| 2018 | Éles tárgyak                         | Camille Preaker fiatalon | Mini-sorozat        |
| 2020 | Ez így nem oké                       | Sydney Novak             | főszerep            |
| 2020 | Acting for a Cause                   | Helen                    | Epizód: "Jane Eyre" |

### Videóklipek
| Év   | Előadó           | Cím                     | Megjegyzés |
| ---- | ---------------- | ----------------------- | ---------- |
| 2017 | The War on Drugs | "Nothing to Find"       |            |
| 2017 | Sia              | "Santa's Coming for Us" |            |

## Fordítás
- Ez a szócikk részben vagy egészben  a   Sophia Lillis című angol Wikipédia-szócikk fordításán alapul.  Az eredeti cikk szerkesztőit annak laptörténete sorolja fel. Ez a jelzés csupán a megfogalmazás eredetét és a szerzői jogokat jelzi, nem szolgál a cikkben szereplő információk forrásmegjelöléseként.